# All Together Now (The Beatles)
All Together Now is een lied van The Beatles, voornamelijk gecomponeerd door groepslid Paul McCartney. Het staat op het album Yellow Submarine van januari 1969, dat nummers van The Beatles bevat naast instrumentale composities van hun vaste producer George Martin.

## Achtergrond
Het nummer werd opgenomen tijdens de werkzaamheden voor Magical Mystery Tour, maar bleef onuitgegeven tot het op de soundtrack verscheen van Yellow Submarine.
Net zoals in de music hall-traditie, nodigt het nummer uit tot meezingen. All Together Now werd door McCartney gecreëerd in de lichthartige sfeer van Yellow Submarine. in de film Yellow Submarine valt het nummer te horen op het einde.
Reacties op All Together Now zijn gemengd. McCartney-biograaf Philip Norman schreef dat de bandleden weinig interesse toonden in het Yellow Submarine-project en ze slechts enkele "bewust ondermaatse nummers" ("consciously substandard songs") bijdroegen. Van een andere Yellow Submarine-bijdrage, George Harrisons Only a Northern Song, is bijvoorbeeld geweten dat het nummer niet goed genoeg bevonden was door de bandleden voor Sgt. Pepper's Lonely Hearts Club Band en dit daarom pas op Yellow Submarine uitgaven. Ian MacDonald noemde McCartneys compositie een "repetitief meezingnummer" dat het misplaatste vertrouwen van de band in het kinderlijke. Het was "afgezaagd genoeg" ("trite") om te dienen als voetbal-meezinger. All Together Now werd inderdaad een populair nummer dat in Engelse voetbalstadia werd gescandeerd. Desalniettemin werd het nummer als single uitgegeven in enkele Europese landen, met Hey Bulldog als B-kant.

## Opname

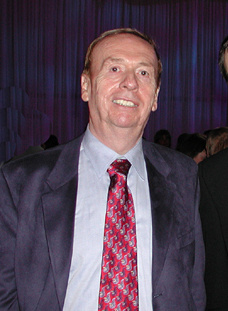
Geoff Emerick, de geluidstechnicus van de band, verving vaste producer George Martin voor de productie van All Together Now en You Know My Name (Look Up the Number).

De vaste producer van de band, George Martin, was twee weken in mei 1967 op vakantie in Zuid-Frankrijk waardoor geluidstechnicus Geoff Emerick de productie overnam voor de nummers You Know My Name (Look Up the Number) en All Together Now. Volgens Emerick verliepen de opnames wanneer Martin aanwezig was soms een beetje stijfjes ("constrained"), waardoor de beide Emerick-producties wat lichter en losser aanvoelen. Aan het begin van de opnames van All Together Now zou John Lennon gezegd hebben dat "nu de schoolmeester weg is, wij kinderen eindelijk een kans hebben om te spelen." De sessie op 12 mei was erg productief: op minder dan zes uur tijd heeft men All Together Now in negen takes opgenomen, het enige nummer dat die dag opgenomen werd.

## Muzikanten
Bezetting volgens Philippe Margotin
- Paul McCartney - zang, basgitaar, akoestische gitaar, percussie, handgeklap
- John Lennon - zang, akoestische gitaar, harmonica, percussie, handgeklap
- George Harrison - ukelele (?), achtergrondzang, percussie, handgeklap
- Ringo Starr - drums, achtergrondzang, percussie, handgeklap

## Coverversies
All Together Now werd onder andere gecoverd als kinderliedje.
- The Muppets coverden het nummer voor het album Kermit Unpigged als laatste track.
- André 3000 van het duo OutKast coverde het nummer voor een reclamefilm voor Nike dat tijdens de NBA-finales van 2010 werd afgespeeld.
- Kenny Loggins nam het nummer op voor het album All Join In uit 2009.